# Закшин-Кольонія
Закшин-Кольонія (пол. Zakrzyn-Kolonia) — село в Польщі, у гміні Ліскув Каліського повіту Великопольського воєводства.
Населення — 117 осіб (2011).
У 1975-1998 роках село належало до Каліського воєводства.

## Демографія
Демографічна структура станом на 31 березня 2011 року:
|          | Загалом | Допрацездатний вік | Працездатний вік | Постпрацездатний вік |
| -------- | ------- | ------------------ | ---------------- | -------------------- |
| Чоловіки | 55      | 15                 | 34               | 6                    |
| Жінки    | 62      | 15                 | 31               | 16                   |
| Разом    | 117     | 30                 | 65               | 22                   |